# Tennis agli VIII Giochi del Mediterraneo
Il torneo di tennis degli VIII Giochi del Mediterraneo ha previsto 4 gare: 2 maschili e 2 femminili. Quelle maschili sono state divise in singolare e doppio così come quelle femminili.

## Podi

### Uomini
| Evento                      | Oro                                   | Argento                               | Bronzo                                 |
| Singolo maschile (dettagli) | Fernando Luna                         | Zoltan Ilin                           | Ernesto Vazquez                        |
| Doppio maschile (dettagli)  | Italia Patrizio Parrini Marco Alciati | Jugoslavia Zoltan Ilin Zoran Petrović | Spagna Fernando Luna Alberto Martorell |

### Donne
| Evento                       | Oro                                   | Argento                              | Bronzo                               |
| Singolo femminile (dettagli) | Mima Jaušovec                         | Daniela Porzio                       | Monica Alvarez                       |
| Doppio femminile (dettagli)  | Jugoslavia Mima Jaušovec Renata Sasak | Spagna Monica Alvarez Beatriz Pellon | Italia Patrizia Murgo Antonella Rosa |

## Medagliere
| Posizione | Paese      |   |   |   | Totale |
| --------- | ---------- | - | - | - | ------ |
| 1         | Jugoslavia | 2 | 2 | 0 | 4      |
| 2         | Spagna     | 1 | 1 | 3 | 5      |
| 3         | Italia     | 1 | 1 | 1 | 3      |
| Totale    | Totale     | 4 | 4 | 4 | 12     |